# (631) Philippina
(631) Philippina – planetoida z pasa głównego asteroid okrążająca Słońce w ciągu 4 lat i 242 dni w średniej odległości 2,79 j.a. Została odkryta 21 marca 1907 roku w Landessternwarte Heidelberg-Königstuhl w Heidelbergu przez Augusta Kopffa. Nazwa planetoidy pochodzi od Philippa Kesslera, przyjaciela odkrywcy. Przed jej nadaniem planetoida nosiła oznaczenie tymczasowe (631) 1907 YJ.